# Benjamin De Ceulaer
Benjamin De Ceulaer (Genk, Bélgica, 19 de diciembre de 1983) es un exfutbolista belga que jugaba de centrocampista.

## Trayectoria
El 20 de enero de 2007 debutó en la Eredivisie con el RKC Waalwijk frente al FC Twente.
Fichó el 13 de julio de 2010 por el K. S. C. Lokeren y dejó el RKC Waalwijk. Dos años después se fue al K. R. C. Genk.

## Clubes
| Club                  | País         | Año       |
| --------------------- | ------------ | --------- |
| K. S. C. Hasselt      | Bélgica      | 2000-2002 |
| Sint-Truidense        | Bélgica      | 2002-2005 |
| Feyenoord             | Países Bajos | 2005-2006 |
| RKC Waalwijk (cedido) | Países Bajos | 2005-2006 |
| RKC Waalwijk          | Países Bajos | 2007-2010 |
| K. S. C. Lokeren      | Bélgica      | 2010-2012 |
| K. R. C. Genk         | Bélgica      | 2012-2015 |
| K. V. C. Westerlo     | Bélgica      | 2015-2018 |

## Palmarés

### Títulos nacionales
| Título          | Club             | País    | Año  |
| --------------- | ---------------- | ------- | ---- |
| Copa de Bélgica | K. S. C. Lokeren | Bélgica | 2012 |
| Copa de Bélgica | K. R. C. Genk    | Bélgica | 2013 |